# Schöneck (Hessen)

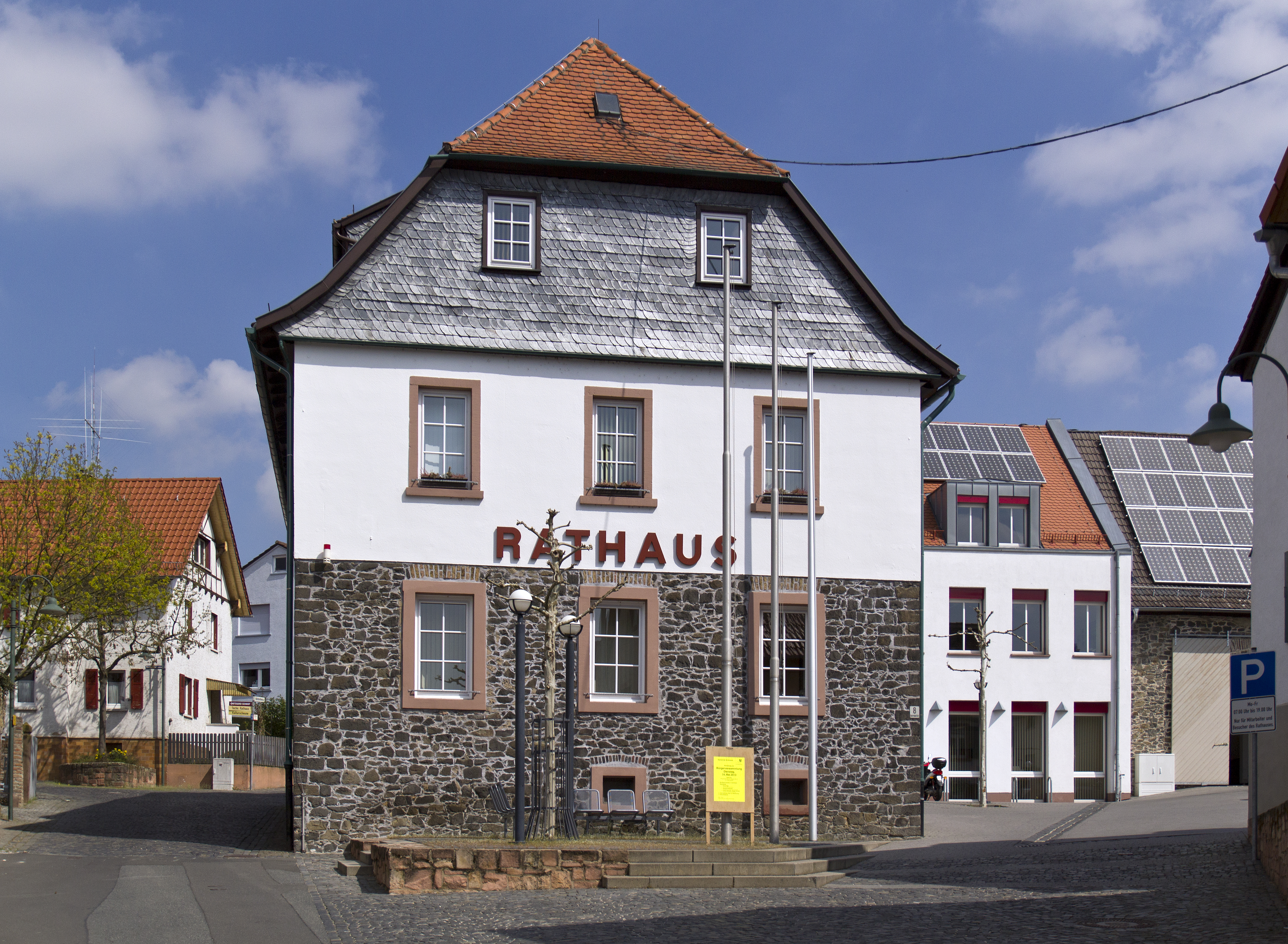
Rathaus im Ortsteil Kilianstädten

Die hessische Gemeinde Schöneck liegt im Main-Kinzig-Kreis. Die Gemeinde gliedert sich in die Ortsteile Büdesheim, Kilianstädten und Oberdorfelden. Alle drei Ortsteile werden von dem Flüsschen Nidder durchflossen. In Büdesheim mündet der Erlenbach in die Nidder.
Schöneck grenzt im Norden an die Stadt Niddatal (Wetteraukreis), im Nordosten an die Stadt Nidderau, im Osten an die Stadt Bruchköbel, im Südosten an die Stadt Hanau, im Süden an die Stadt Maintal und im Westen an die Gemeinde Niederdorfelden und die Stadt Karben (Wetteraukreis).

## Gemeindebildung 1970
Im Zuge der Gebietsreform in Hessen entstand die Gemeinde Schöneck am 31. Dezember 1970 durch den freiwilligen Zusammenschluss der zuvor eigenständigen Gemeinden Büdesheim, Kilianstädten und Oberdorfelden. Vor Schaffung der Großgemeinde Schöneck gehörte Büdesheim zum Landkreis Friedberg. Für die ehemals eigenständigen Gemeinden wurden Ortsbezirke mit Ortsbeirat und Ortsvorsteher nach der Hessischen Gemeindeordnung gebildet.
Der Ortsteil Büdesheim konnte im Jahre 2017 das 1200-Jahre-Jubiläum begehen.

## Bevölkerung
Zuordnung der insgesamt 12.221 Bewohner auf die drei Ortsteile (Stand 31. Dezember 2022): Kilianstädten 6055, Büdesheim 4224, Oberdorfelden 1942.

### Einwohnerstruktur 2011
Nach den Erhebungen des Zensus 2011 lebten am Stichtag 9. Mai 2011 in Schöneck 11.619 Einwohner. Darunter waren 722 (6,2 %) Ausländer, von denen 428 aus dem EU-Ausland, 197 aus anderen europäischen Ländern und 107 aus anderen Staaten kamen. Von den deutschen Einwohnern hatten 9,7 % einen Migrationshintergrund. (Bis zum Jahr 2020 erhöhte sich die Ausländerquote auf 8,2 %.) Nach dem Lebensalter waren 2061 Einwohner unter 18 Jahren, 3.940 zwischen 18 und 49, 2.400 zwischen 50 und 64 und 2.216 Einwohner waren älter. Die Einwohner lebten in 5.121 Haushalten. Davon waren 1.524 Singlehaushalte, 1.586 Paare ohne Kinder und 1.511 Paare mit Kindern, sowie 401 Alleinerziehende und 99 Wohngemeinschaften. In 1.046 Haushalten lebten ausschließlich Senioren und in 2.216 Haushaltungen lebten keine Senioren.

### Einwohnerentwicklung
| Schöneck: Einwohnerzahlen von 1970 bis 2023                         | Schöneck: Einwohnerzahlen von 1970 bis 2023 | Schöneck: Einwohnerzahlen von 1970 bis 2023 | Schöneck: Einwohnerzahlen von 1970 bis 2023 | Schöneck: Einwohnerzahlen von 1970 bis 2023 |
| ------------------------------------------------------------------- | ------------------------------------------- | ------------------------------------------- | ------------------------------------------- | ------------------------------------------- |
| Jahr                                                                |                                             |                                             |                                             | Einwohner                                   |
| 1970                                                                | 1970                                        |                                             | 8.878                                       | 8.878                                       |
| 1975                                                                | 1975                                        |                                             | 10.192                                      | 10.192                                      |
| 1980                                                                | 1980                                        |                                             | 10.304                                      | 10.304                                      |
| 1985                                                                | 1985                                        |                                             | 10.485                                      | 10.485                                      |
| 1990                                                                | 1990                                        |                                             | 10.440                                      | 10.440                                      |
| 1995                                                                | 1995                                        |                                             | 10.763                                      | 10.763                                      |
| 2000                                                                | 2000                                        |                                             | 11.056                                      | 11.056                                      |
| 2005                                                                | 2005                                        |                                             | 11.549                                      | 11.549                                      |
| 2010                                                                | 2010                                        |                                             | 12.079                                      | 12.079                                      |
| 2011                                                                | 2011                                        |                                             | 11.619                                      | 11.619                                      |
| 2015                                                                | 2015                                        |                                             | 11.812                                      | 11.812                                      |
| 2020                                                                | 2020                                        |                                             | 11.900                                      | 11.900                                      |
| 2022                                                                | 2022                                        |                                             | 12.221                                      | 12.221                                      |
| 2023                                                                | 2023                                        |                                             | 12.095                                      | 12.095                                      |
| Quellen: ; Hessisches Statistisches Informationssystem; Zensus 2011 |                                             |                                             |                                             |                                             |

### Religionszugehörigkeit
| • 1987: | 5875 evangelische (= 60,3 %), 2379 katholische (= 24,4 %), 1497 sonstige (= 15,3 %) Einwohner |
| • 2011: | 5290 evangelische (= 45,5 %), 2600 katholische (= 22,4 %), 3720 sonstige (= 32,1 %) Einwohner |

## Politik
Bei der Landtagswahl in Hessen 2023 ergaben sich für Schöneck folgende Ergebnisse (Zweitstimme; in Prozent):
CDU 33,8 (+9,5); AfD 18,2 (+4,8); Grüne 16,5 (−5,2); SPD 14,5 (−5,8); FDP 6,0 (−2,1); Die Linke 2,2 (−2,9); Freie Wähler 3,4 (+0,2). Wahlbeteiligung: 70,9 %.
Die Ergebnisse zur Europawahl am 9. Juni 2024 (Parteien mit Stimmenanteil ≥4%; in Prozent): CDU 30,8, SPD 16,7, Grüne 14,3, AfD 12,8, FDP 7,4, BSW 4,0.

### Gemeindevertretung
Die Kommunalwahl am 14. März 2021 lieferte folgendes Ergebnis, in Vergleich gesetzt zu früheren Kommunalwahlen:
| Sitzverteilung in der Gemeindevertretung 2021Insgesamt 37 Sitze - SPD: 10 - Grüne: 7 - FDP: 4 - CDU: 9 - FW: 3 - WAS: 4 | Parteien und Wählergemeinschaften | Parteien und Wählergemeinschaften           | % 2021 | Sitze 2021 | % 2016 | Sitze 2016 | % 2011 | Sitze 2011 | % 2006 | Sitze 2006 | % 2001 | Sitze 2001 |
| Sitzverteilung in der Gemeindevertretung 2021Insgesamt 37 Sitze - SPD: 10 - Grüne: 7 - FDP: 4 - CDU: 9 - FW: 3 - WAS: 4 | SPD                               | Sozialdemokratische Partei Deutschlands     | 28,6   | 10         | 29,3   | 11         | 34,6   | 13         | 39,3   | 14         | 44,4   | 16         |
| Sitzverteilung in der Gemeindevertretung 2021Insgesamt 37 Sitze - SPD: 10 - Grüne: 7 - FDP: 4 - CDU: 9 - FW: 3 - WAS: 4 | CDU                               | Christlich Demokratische Union Deutschlands | 24,2   | 9          | 24,2   | 9          | 30,4   | 11         | 39,9   | 15         | 36,4   | 13         |
| Sitzverteilung in der Gemeindevertretung 2021Insgesamt 37 Sitze - SPD: 10 - Grüne: 7 - FDP: 4 - CDU: 9 - FW: 3 - WAS: 4 | GRÜNE                             | Bündnis 90/Die Grünen                       | 18,5   | 7          | 11,3   | 4          | 20,1   | 7          | 12,7   | 5          | 12,2   | 5          |
| Sitzverteilung in der Gemeindevertretung 2021Insgesamt 37 Sitze - SPD: 10 - Grüne: 7 - FDP: 4 - CDU: 9 - FW: 3 - WAS: 4 | FWG                               | Freie Wählergemeinschaft                    | 8,3    | 3          | 11,8   | 4          | 10,3   | 4          | —      | —          | —      | —          |
| Sitzverteilung in der Gemeindevertretung 2021Insgesamt 37 Sitze - SPD: 10 - Grüne: 7 - FDP: 4 - CDU: 9 - FW: 3 - WAS: 4 | FDP                               | Freie Demokratische Partei                  | 9,8    | 4          | 9,4    | 4          | 4,6    | 2          | 8,1    | 3          | 7,1    | 3          |
| Sitzverteilung in der Gemeindevertretung 2021Insgesamt 37 Sitze - SPD: 10 - Grüne: 7 - FDP: 4 - CDU: 9 - FW: 3 - WAS: 4 | WAS                               | Wahlalternative Schöneck                    | 10,5   | 4          | 13,9   | 5          | —      | —          | —      | —          | —      | —          |
| Sitzverteilung in der Gemeindevertretung 2021Insgesamt 37 Sitze - SPD: 10 - Grüne: 7 - FDP: 4 - CDU: 9 - FW: 3 - WAS: 4 | gesamt                            | gesamt                                      | 100,0  | 37         | 100,0  | 37         | 100,0  | 37         | 100,0  | 37         | 100,0  | 37         |
| Sitzverteilung in der Gemeindevertretung 2021Insgesamt 37 Sitze - SPD: 10 - Grüne: 7 - FDP: 4 - CDU: 9 - FW: 3 - WAS: 4 | Wahlbeteiligung in %              | Wahlbeteiligung in %                        | 56,3   | 56,3       | 52,5   | 52,5       | 50,8   | 50,8       | 49,9   | 49,9       | 61,5   | 61,5       |

Die WAS – Wahlalternative Schöneck – gründete sich als Reaktion auf den geplanten Verkauf des Alten Büdesheimer Schlosses, befasst sich mittlerweile aber auch mit anderen kommunalen Themen.

### Bürgermeister
Nach der hessischen Kommunalverfassung wird der Bürgermeister für eine sechsjährige Amtszeit gewählt, seit dem Jahr 1993 in einer Direktwahl, und ist Vorsitzender des Gemeindevorstands, dem in der Gemeinde Schöneck neben dem Bürgermeister ehrenamtlich ein Erster Beigeordneter und acht weitere Beigeordnete angehören. Bürgermeisterin ist seit dem 15. Juli 2024 Carina Wacker (CDU), die in der Kommunalpolitik zuletzt Fraktionsvorsitzende ihrer Partei war. Sie wurde als Nachfolgerin von Cornelia Rück (SPD), die nach zwei Amtszeiten nicht wieder kandidiert hatte, am 25. Februar 2024 im ersten Wahlgang bei 54,4 Prozent Wahlbeteiligung mit 52,48 Prozent der Stimmen gewählt.
Amtszeiten der Bürgermeister
- 2024–2030 Carina Wacker (CDU)[19]
- 2012–2024 Cornelia Rück (SPD)[20]
- 2001–2012 Ludger Stüve (SPD)
- 1971–2001 Erwin Schmidt (SPD)[24]

### Wappen
Blasonierung: „In Gold mit eingeschweifter erniedrigter roter Spitze, darin ein goldenes Hufeisen, vorne ein rotgekrönter, rotbewehrter und rotgezungter schwarzer abgerissener Adlerkopf, hinten eine rote heraldische Lilie.“

### Gemeindepartnerschaften
- Schöneck/Vogtl., Deutschland (Sachsen)
- Anould, Frankreich
- Gyomaendrőd, Ungarn

### Patenschaft
- 1988 wurde die Patenschaft für die vertriebenen Sudetendeutschen aus der Gemeinde Dittersdorf a. d. Feistritz im Kreis Bärn (Tschechien) übernommen.

## Kultur und Sehenswürdigkeiten

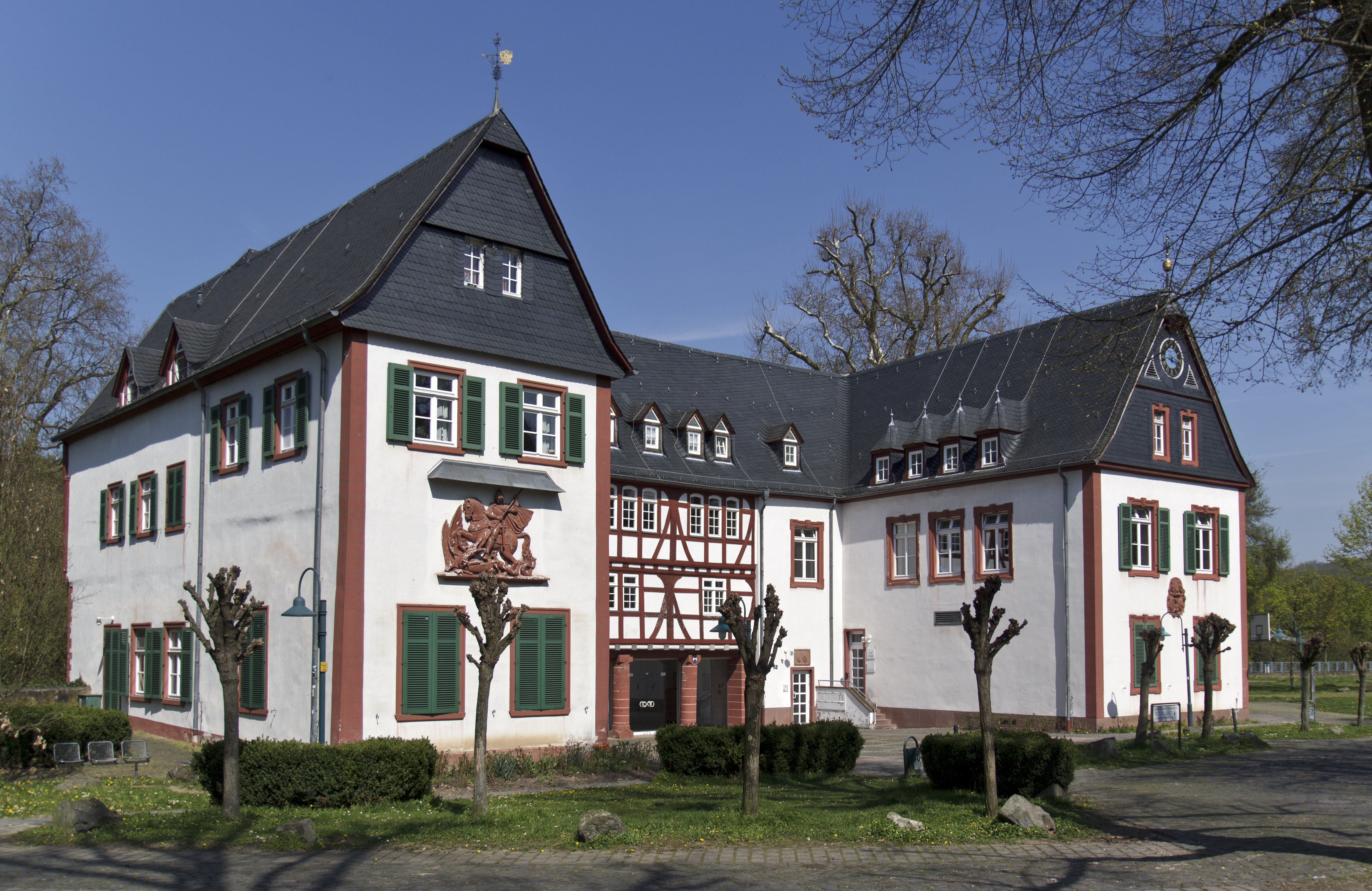
Altes Schloss Büdesheim

### Bauwerke
- Altes und Neues Schloss in Büdesheim
- Historisches Backhaus in Oberdorfelden
- Südlich der Gemeinde verläuft die Regionalparkroute „Hohe Straße“

### Regelmäßige Veranstaltungen
- Büdesheimer Laternenfest, jeweils am ersten Wochenende im August (Freitag–Montag)
- Oberdorfelder Straßenfest, Backofenfest
- Oldtimer Traktorenschau[25]

### Sport
- TTC Schöneck e. V. (Tischtennis)[26]
- Sportverein Oberdorfelden e. V. (Fußball, Turnen u. a.)
- Sport- und Kulturverein Büdesheim e. V. – SKV (Tanz, Turnen u. a.)
- Sportverein Kilianstädten 1933 e. V. (Fußball)
- Judo Club Schöneck 1973 e. V. (Judo)
- Turngemeinde 1902 e. V. (Leichtathletik, Turnen u. a.)
- Tennisclub Schöneck e. V. (Tennis)
- FC 1966 Büdesheim (Fußball)
- Schützenclub Büdesheim e. V. (Sportschießen)
- Schachfreunde Schöneck (Schach)
- Badminton SKV Büdesheim (Badminton)
- Kung Fu Spirit (Kung Fu)

## Wirtschaft und Infrastruktur

### Verkehr
Alle drei Ortsteile Schönecks haben eine direkte Bahnanbindung nach Bad Vilbel bzw. Frankfurt/Main (Hauptbahnhof) und in der Gegenrichtung nach Stockheim (Glauburg). Ab 2008 wurde die Zahl der Zugverbindungen auf der Niddertalbahn erweitert und zusätzlich der Betrieb am Wochenende aufgenommen.
2008 erhielt der Ortsteil Kilianstädten eine Ortsumgehung zur Verringerung des innerörtlichen Durchgangsverkehrs.

### Frühgeschichte
Bei Erdarbeiten zum Bau der Ortsumgehung (L 3008) fand man im Jahre 2006 unweit der Straße Neuer Weg Knochen, die zur Erforschung an die Mainzer Universität übergeben wurden. Die Radiokarbondatierung (14C-Methode) ergab ein Alter von 5207 bis 4849 Jahren v. u. Z. (cal BC). 
Die Art der Verletzungen und die Altersverteilung der Getöteten sowie der achtlose Umgang mit den Leichen gleicht den Befunden aus Talheim und Schletz und bedeutet, dass auch in Kilianstädten die Bewohner einer kompletten Siedlung ermordet wurden. Das Fehlen jüngerer Frauen unter den Opfern könnte auf Frauenraub hinweisen. Seither deutet man die Funde als Spuren eines Massakers von Kilianstädten.

### Windpark
September 2009 Baubeginn für einen Windpark (7 Windkraftanlagen mit gesamt rd. 37 Millionen kWh (=37 GWh) p. a.) an der südlichen Peripherie vom Ortsteil Kilianstädten. 2013 Erweiterung um zwei weitere Windkraftanlagen.

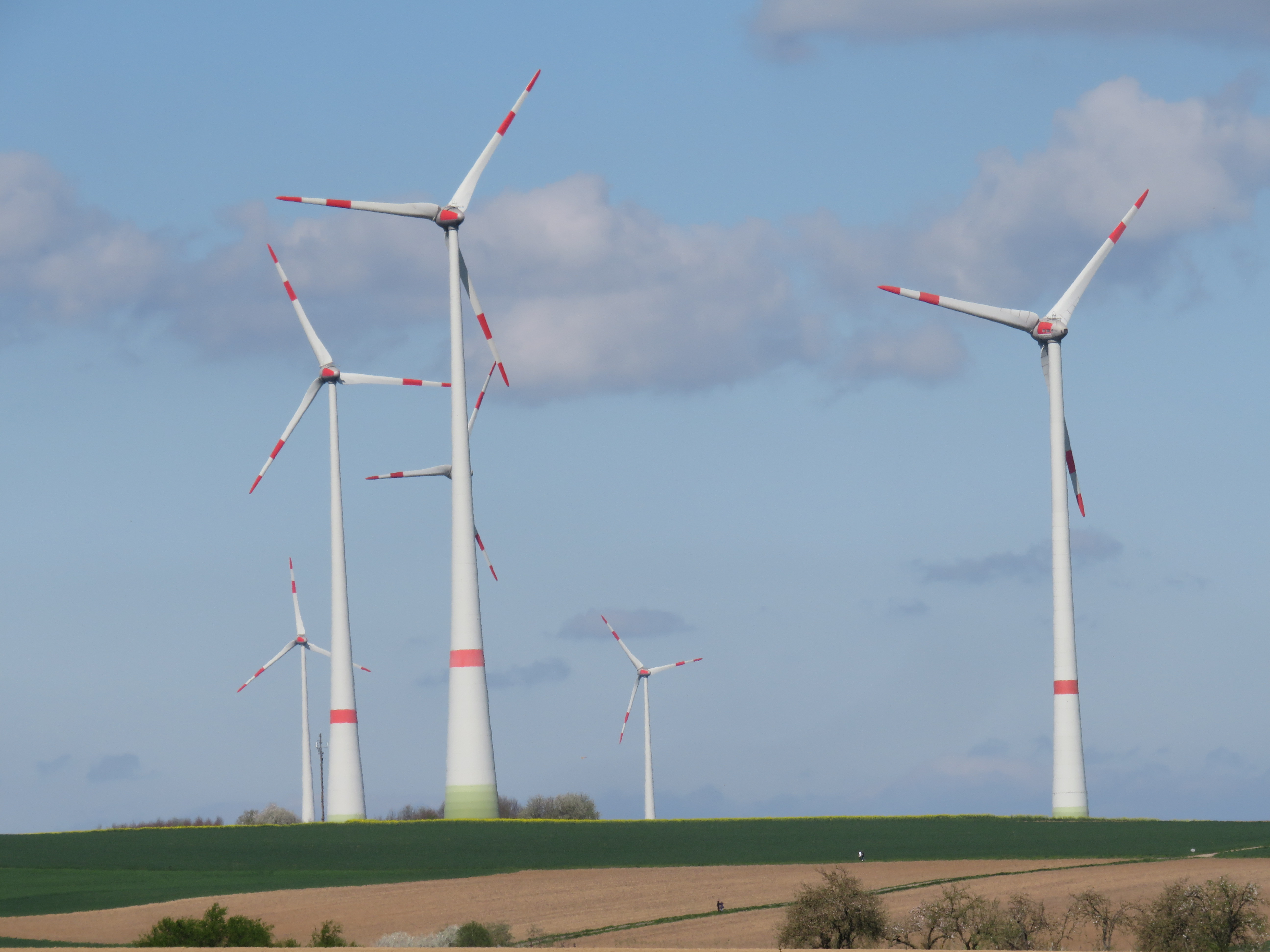
Windpark Galgenberg an der Hohen Straße südlich von Kilianstädten
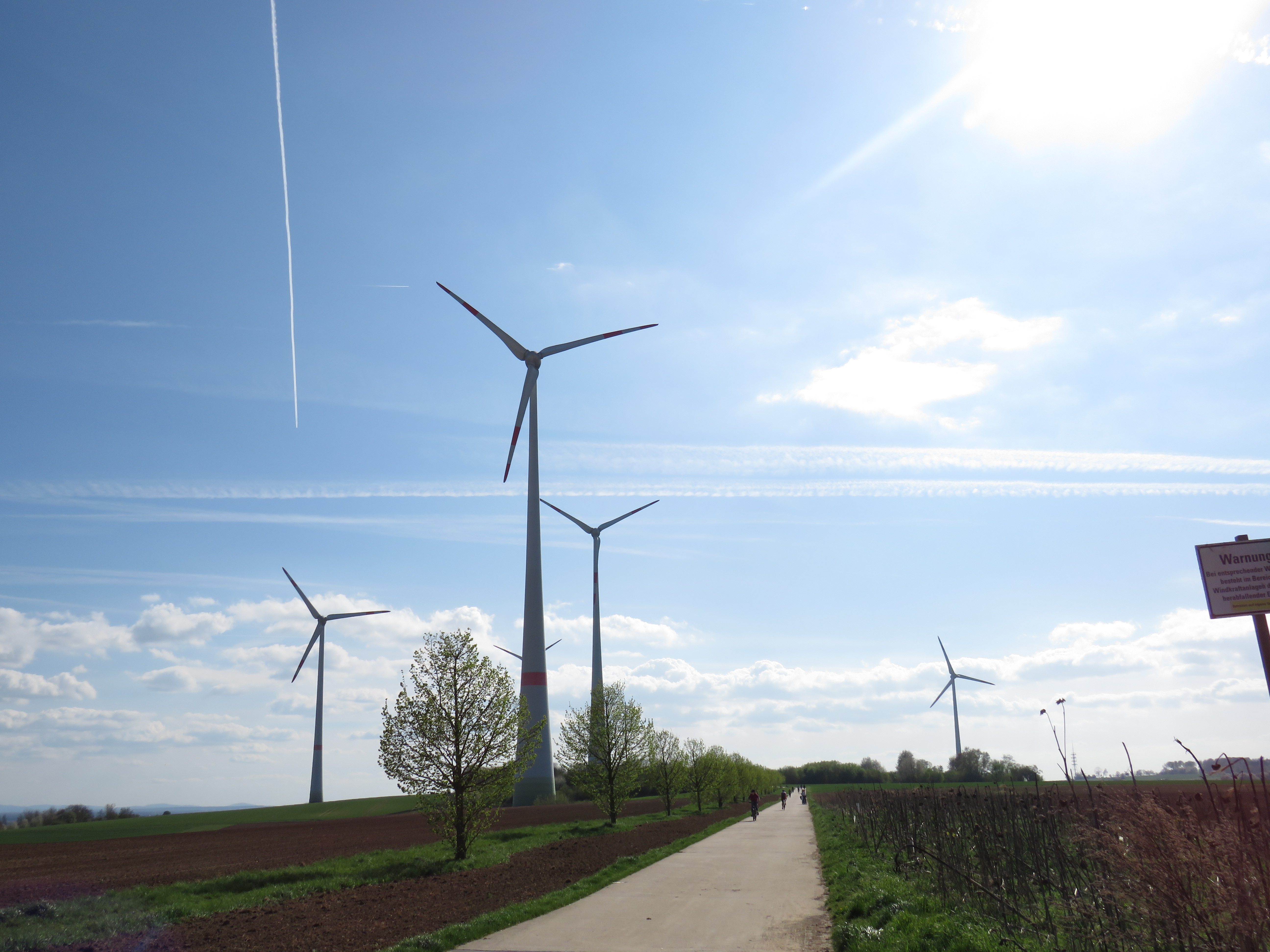
Hohe Straße und Windpark Galgenberg in Richtung Westen
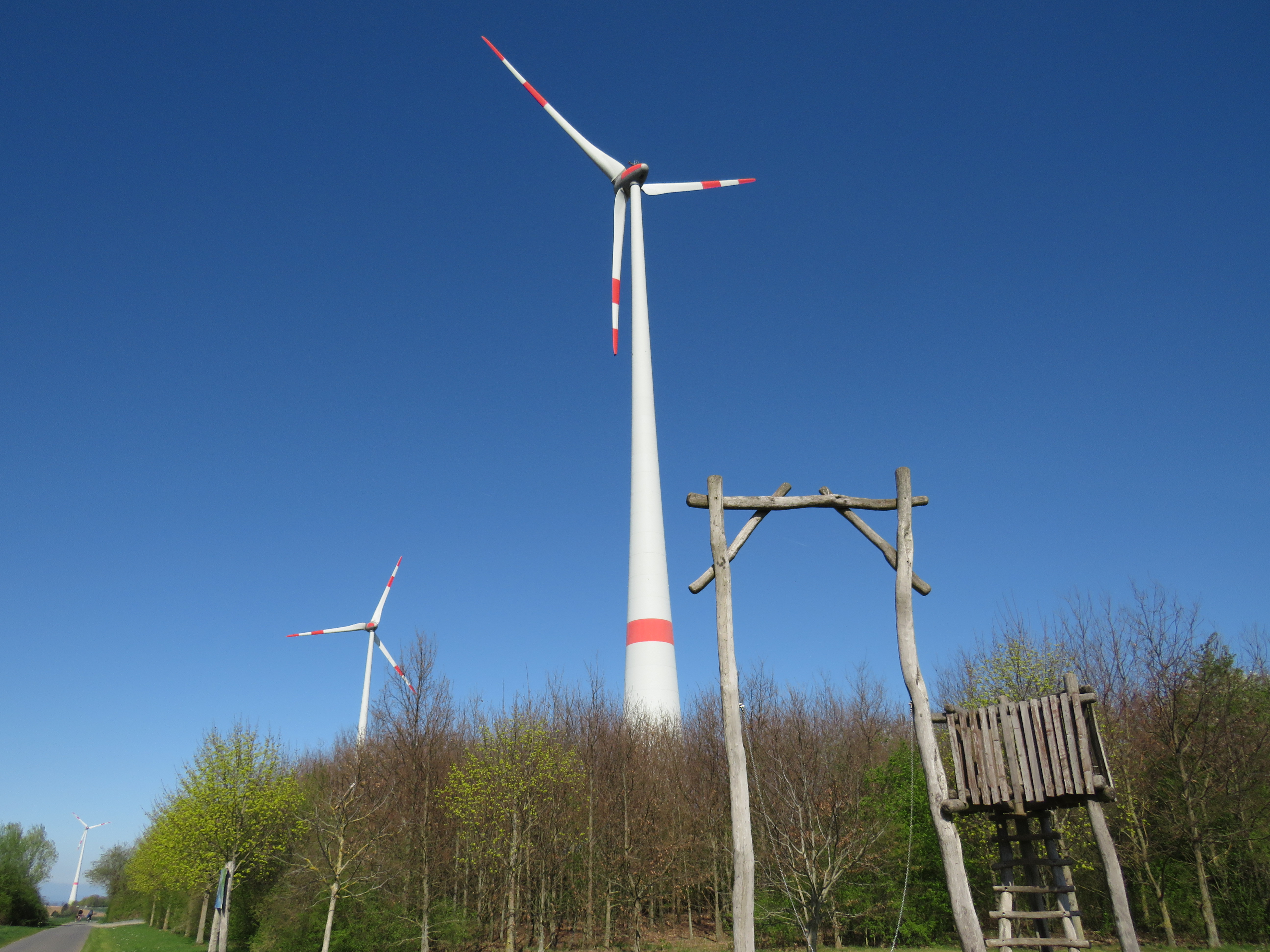
Blick in Richtung Osten
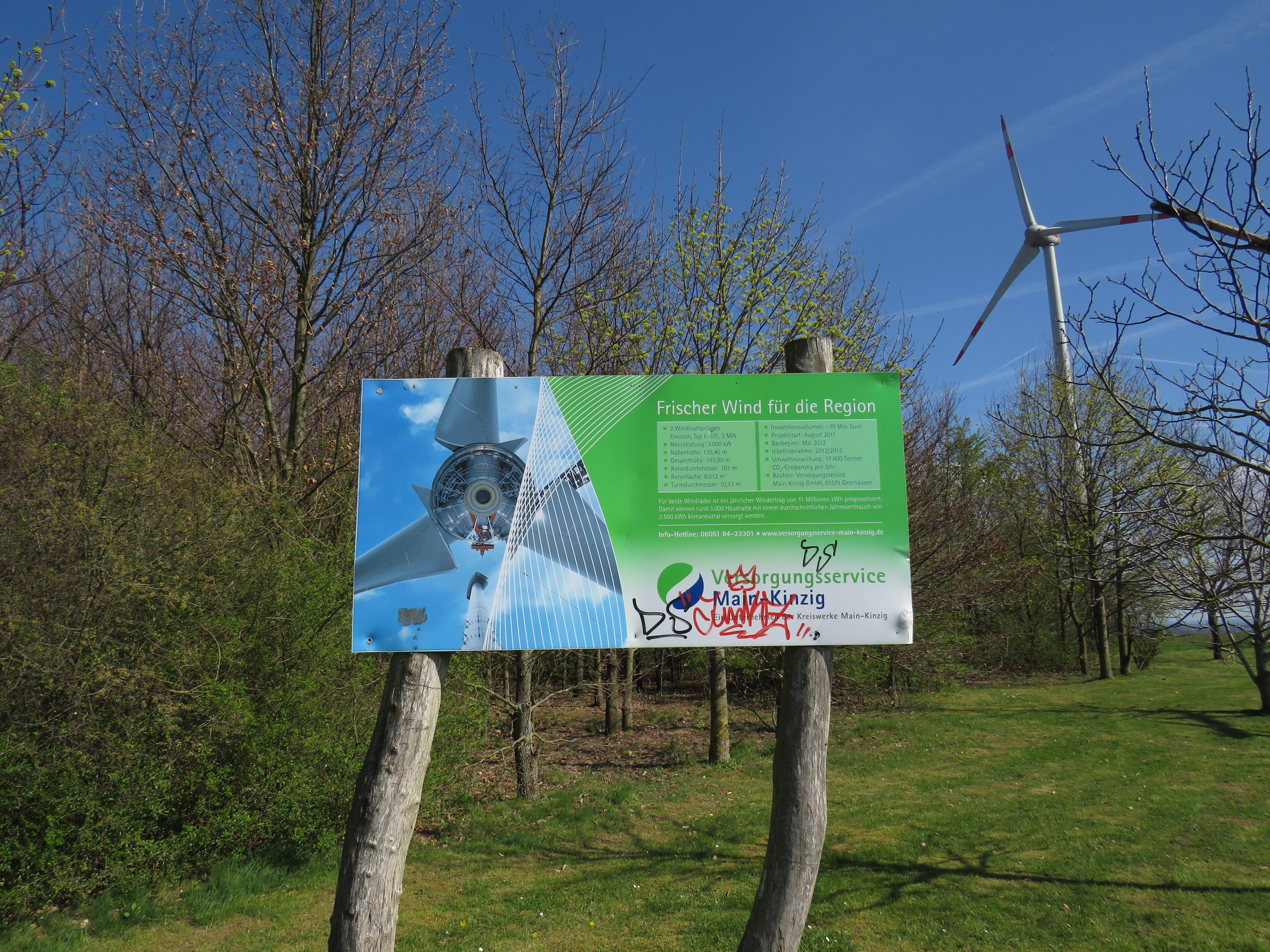
Informationstafel

### Bildung
Büdesheim und Kilianstädten besitzen jeweils eine eigene Grundschule; für die Grundschüler aus Oberdorfelden ist die Grundschule in der benachbarten Ortschaft Niederdorfelden zuständig.
Für Schöneck zuständige weiterführende Schulen befinden sich in Nidderau, Hanau und Maintal-Bischofsheim.
In Schöneck gibt es ein vielfältiges Angebot zur Kinderbetreuung, darunter fünf Kindertagesstätten.

## Persönlichkeiten, die mit der Gemeinde in Verbindung stehen
- Vinzenz Fettmilch (zwischen 1565 und 1570–1616), einer der Anführer des Fettmilchaufstandes 1612 bis 1614 in Frankfurt am Main
- Johann Nikolaus Schäfer (1671–1744), Orgelbauer der Barockzeit, geboren in Kilianstädten
- Andreas Emmerich (1737–1809), Forstmann und Jäger-Offizier, Führer des Emmerich-Aufstands gegen Napoleon
- Jürgen Wölbing (1942–2009), Zeichner und Grafiker
- Georg Berna (1836–1865), Rentier und ehemaliger Besitzer des Gutes und Schlosses Büdesheim